# サイズ (アルバム)
『サイズ』（Sides）は、イギリスのギタリスト、アンソニー・フィリップスが1979年に発表した4作目のスタジオ・アルバム。

## 背景
フィリップス自身はインストゥルメンタル中心の内容を構想していたが、プロデューサーのルパート・ハインの判断により、歌物に比重が置かれた。『ワイズ・アフター・ジ・イヴェント』（1978年）に引き続き、元キング・クリムゾンのマイケル・ジャイルズとメル・コリンズがレコーディングに参加した。後にCDボーナス・トラックとなった「スヴェニール」は、元々は本作からのシングル「アム&アー」のB面曲として発表された。
ジャケット・デザインはテーブル・フットボールがモチーフとなっており、本作の仮タイトルは『Balls』だった。

## 評価
ポール・コリンズはオールミュージックにおいて5点満点中3点を付け「アルバムの前半には、ポップな"Um & Aargh"や離婚について歌った"Holy Deadlock"など、捩れているが忘れ難い曲が収録されている。しかし、彼のオーケストラ的な手法が発揮されたインストゥルメンタルの"Sisters of Remindum"や"Nightmare"、個性的なスタイルのギター・アルペジオが押し出された"Magdalen"を含む後半の方が、ずっと素晴らしい」と評している。また、ダリル・イーズリーは2016年、「チャートでも成功を収めたルパート・ハインの所属バンド、クォンタム・ジャンプからの影響は明白である」と指摘する一方、「ルーシー・ウィル」に関して「もしフィリップスがジェネシスを脱退していなければ、どんな音楽性になっていたかを思い巡らせる」、「シスターズ・オヴ・レミンダム」に関して「彼はプログレッシブ・ロックの卓越した手腕を全く損なっていなかった」、「ナイトメア」に関して「同時代のジェネシスの曲と同様、秋色のユーモアが注ぎ込まれている」と評している。

## 収録曲
特記なき楽曲はアンソニー・フィリップス作。6.と11.はCD化に際して追加されたボーナス・トラックで、2010年リマスターCD (VP534CD)では、11.は本編でなくボーナス・ディスクに収録された。
1. アム&アー - "Um & Aargh" - 4:53
2. アイ・ウォント・ユア・ラヴ - "I Want Your Love" - 3:56
3. ルーシー・ウィル - "Lucy Will" - 4:06
4. サイド・ドア - "Side Door" - 3:24
5. ホーリー・デッドロック - "Holy Deadlock" (Martin Hall, Anthony Phillips) - 3:50
6. スヴェニール - "Souvenir" - 3:49
7. シスターズ・オヴ・レミンダム - "Sisters of Remindum" - 4:32
8. ブリーク・ハウス - "Bleak House" - 6:14
9. マグダレーン - "Magdalen" - 7:41
10. ナイトメア - "Nightmare" - 7:30
11. マグダレーン（インストゥルメンタル） - "Magdalen (Instrumental)" - 6:51

### 2010年リマスターCDボーナス・ディスク
1. アム&アー（インストゥルメンタル・ミックス） - "Um and Aargh (Instrumental Mix)" - 6:54
2. アイ・ウォント・ユア・ラヴ（インストゥルメンタル・ミックス） - "I Want Your Love (Instrumental Mix)" - 3:56
3. シスターズ・オヴ・レミンダム（オルタナティヴ・ミックス） - "Sisters of Remindum (Alternative Mix)" - 4:27
4. ルーシー・ウィル（オリジナル・ミックス） - "Lucy Will (Original Mix)" - 4:10
5. マグダレーン（インストゥルメンタル・ミックス） - "Magdalen (Instrumental Mix)" - 7:03
6. サイド・ドア（オリジナル・ミックス） - "Side Door (Original Mix)" - 3:18
7. アム&アー（7インチ・シングル・ミックス） - "Um and Aargh (7" Single Mix)" - 3:54
8. スヴェニール（インストゥルメンタル・ミックス） - "Souvenir (Instrumental Mix)" - 3:48
9. ブリーク・ハウス（オルタナティヴ・ミックス） - "Bleak House (Alternative Mix)" - 6:21
10. ナイトメア（オルタナティヴ・ミックス） - "Nightmare (Alternative Mix)" - 7:34
11. キャッチ・ユー・ホエン・ユー・フォール - "Catch You When You Fall (Instrumental Mix)" - 3:21
12. ビフォア・ザ・ナイト（デモ） - "Before the Night (Demo)" - 5:05

## 参加ミュージシャン
- アンソニー・フィリップス - ギター、キーボード、ボーカル(on "Um & Aargh", "Lucy Will", "Holy Deadlock")、ベース(on "Bleak House")、チェロ(on "Lucy Will")
- ダン・オーウェン - ボーカル(on "I Want Your Love", "Side Door")、バッキング・ボーカル
- デイル・ニューマン - ボーカル(on "Bleak House")、バッキング・ボーカル
- ジョン・G・ペリー - ベース
- マイケル・ジャイルズ - ドラムス
- レイ・クーパー - パーカッション
- ルパート・ハイン - パーカッション(on "Lucy Will")、コーラングレ(on "Sisters of Remindum")
- モーリス・パート - コンガ(on "Lucy Will")
- フランク・リコッティ - ティンパニ
- メル・コリンズ - テナー・サクソフォーン(on "Side Door")